# Peñón de Alhucemas
Il Peñón de Alhucemas (in berbero Tagzirt n Nekur), o Isolotto di Alhucemas, è una piccola isola del Mar Mediterraneo che costituisce un possedimento spagnolo a 300 m dalla costa marocchina nei pressi della città di al-Hoseyma (in spagnolo: Alhucemas). Il nome in spagnolo e in arabo significa Rocca di al-Ḥoseyma.
L'isola, che è rivendicata dal Marocco a causa della sua appartenenza geografica all'Africa, è governata direttamente da Madrid ma non appartiene a nessuna delle regioni autonome spagnole. Ufficialmente si tratta di una plaza de soberanía en el Norte de África ed è abitata stabilmente da una guarnigione di una sessantina di militari appartenenti al Cuerpo de Regulares de Melilla.

## Geografia
L'isolotto di Alhucemas è situato 155 km ad est di Ceuta e 100 km ad ovest di Melilla nella baia di Al Hoceima, a 4 km dalla città omonima. Assieme alle vicine Isole de Mar e de Tierra costituisce il minuscolo arcipelago delle Isole Alhucemas.
Essa misura 170 m x 86 m, per una superficie totale di 0,015 km², e raggiunge i 15 metri di altezza sul livello del mare. L'isola ha i versanti alquanto dirupati e non è dotata di un porto, bensì di un modesto ancoraggio. Sull'isola si trovano delle fortificazioni con magazzini, alcune case, una chiesa e un faro.

## Storia
Nel 1559 il sultano Abd Allah al-Ghalib cedette le isole Alhucemas a Filippo II di Spagna in cambio di assistenza nella lotta contro l'Impero ottomano. Il 28 agosto 1673 Andrea d'Avalos marchese di Montesarchio venne inviato da Madrid sul Peñón de Alhucemas con una squadra per stabilirvi una guarnigione. Da quel momento la presenza spagnola sull'isola non ha avuto interruzioni.
Nel 1921 il Peñón de Alhucemas venne attaccato dalle truppe berbere di 'Abd al Krīm. Dal 1956, anno della cessazione del protettorato francese e spagnolo sul Marocco, Rabat rivendica la sovranità sull'isolotto, che tuttavia non è nominato espressamente nel testo dell'indipendenza marocchina. Al contrario, la Spagna fonda la propria sovranità sulla base del secolare possesso ininterrotto, al pari delle altre enclave spagnole in Nordafrica (Ceuta, Melilla, le isole Chafarinas e il Peñón de Vélez de la Gomera).